# Cosmoscarta prompta
Cosmoscarta prompta är en insektsart som beskrevs av Schmidt 1910. Cosmoscarta prompta ingår i släktet Cosmoscarta och familjen spottstritar. Inga underarter finns listade i Catalogue of Life.